# Patrick Dorgu
Patrick Chinazaekpere Dorgu (født 26. oktober 2004) er en dansk professionel fodboldspiller, som spiller for Premier League-klubben Manchester United og Danmarks landshold.

## Klubkarriere

### Lecce
Efter at have begyndt sin karriere hos FC Nordsjælland skiftede Dorgu i juli 2022 til Lecce. Han blev her del af ungdomsholdet i sin første sæson i Italien. Han fik sin førsteholdsdebut i august 2023 i en Coppa Italia-kamp og fik Serie A-debut en uge senere. Hans store gennembrud kom i 2023-24 sæsonen, hvor han blev etableret som en fast mand på holdet.

### Manchester United
Dorgu skiftede i februar 2025 til Manchester United.

## Landsholdskarriere

### Ungdomslandshold
Dorgu har repræsenteret Danmark på flere ungdomsniveauer.

### Seniorlandshold
Dorgu debutede for Danmarks landshold den 5. september 2024 i en kamp mod Schweiz, og scorede til 1-0 på sin første boldberøring, blot 47 sekunder efter sin indskiftning.